# Here to Save You All
Albums de Chino XL
I Told You So
(2001)
Singles
1. No Complex
Sortie : 1996
2. Kreep
Sortie : 1996
3. Rise
Sortie : 1996
4. Deliver
Sortie : 1996

Here to Save You All est le premier album studio de Chino XL, sorti le 9 avril 1996.
L'album s'est classé 35e au Billboard Heatseekers et 56e au Top R&B/Hip-Hop Albums.

## Liste des titres
| No  | Titre                                            | Contient un (des) sample(s) de | Durée |
| --- | ------------------------------------------------ | --- | ----- |
| 1.  | Here to Save You All                             | Song of Innocence de David Axelrod Sorcerer of Isis de Power of Zeus                                                                                    | 0:59  |
| 2.  | Deliver                                          | | 3:29  |
| 3.  | No Complex                                       | | 4:40  |
| 4.  | Partner to Swing                                 | To da Break of Dawn de LL Cool J | 4:15  |
| 5.  | It's All Bad                                     | Come Dancing de Jeff Beck After the Dance (Instrumental) de Marvin Gaye                                                                                 | 5:00  |
| 6.  | Freestyle Rhymes                                 | | 4:13  |
| 7.  | Riiiot! (featuring Ras Kass)                     | | 3:38  |
| 8.  | Waiting to Exhale (featuring Gravitation)        | Sucka Nigga de A Tribe Called Quest | 3:26  |
| 9.  | What Am I?                                       | | 4:59  |
| 10. | Feelin' Evil Again                               | Can I Kick It? de A Tribe Called Quest | 3:32  |
| 11. | Thousands                                        | | 4:11  |
| 12. | Kreep                                            | Creep de Radiohead You Are Everything des Stylistics Repent Walpurgis de Procol Harum In-A-Gadda-Da-Vida d'Iron Butterfly Levitate des Brecker Brothers | 5:18  |
| 13. | Many Different Ways                              | Time's Up d'O.C. Phony as Ya Wanna Be de The Genius | 5:07  |
| 14. | The Shabba-Doo Conspiracy (featuring Kool Keith) | | 4:39  |
| 15. | Ghetto Vampire                                   | The Sick Rose de David Axelrod | 4:47  |
| 16. | Rise                                             | Been Such a Long Time Gone de Hugh Masekela CB#5 de Ralph Vargas et Carlos Bess                                                                         | 5:21  |
| 17. | My Hero (Morceau caché)                          | | 1:33  |